# Trichophaea
Trichophaea — рід грибів родини Pyronemataceae. Назва вперше опублікована 1885 року.
В Україні зустрічається Trichophaea woolhopeia (Cooke & Phillips) Boud.